# Maik Zirbes
Maik Hendrik Zirbes (Traben-Trarbach, 20 gennaio 1990) è un cestista tedesco.

## Statistiche

### Eurolega
| Anno      | Squadra          | PG  | PT | MP   | TC%  | 3P% | TL%  | RP  | AP  | PRP | SP  | PP   |
| --------- | ---------------- | --- | -- | ---- | ---- | --- | ---- | --- | --- | --- | --- | ---- |
| 2012-2013 | Bamberger        | 23  | 23 | 19,7 | 53,6 | 0,0 | 78,6 | 5,0 | 0,6 | 0,7 | 0,4 | 8,2  |
| 2013-2014 | Bamberger        | 10  | 9  | 18,8 | 50,8 | 0,0 | 65,2 | 4,8 | 0,7 | 0,1 | 0,2 | 8,1  |
| 2014-2015 | Stella Rossa     | 24  | 0  | 13,0 | 62,2 | 0,0 | 68,8 | 3,2 | 0,3 | 0,5 | 0,4 | 5,2  |
| 2015-2016 | Stella Rossa     | 27  | 26 | 25,2 | 60,4 | 0,0 | 67,7 | 6,1 | 0,7 | 0,9 | 0,6 | 12,4 |
| 2016-2017 | Maccabi Tel Aviv | 15  | 2  | 15,3 | 68,2 | -   | 78,0 | 3,0 | 0,3 | 0,3 | 0,1 | 8,1  |
| 2021-2022 | Stella Rossa     | 11  | 0  | 9,0  | 66,7 | -   | 87,5 | 1,8 | 0,1 | 0,4 | 0,4 | 3,9  |
| Carriera  | Carriera         | 110 | 60 | 17,8 | 59,0 | 0,0 | 71,1 | 4,3 | 0,5 | 0,6 | 0,4 | 8,1  |

## Palmarès

### Squadra
- Campionato tedesco: 2

Brose Bamberg: 2012-13
Bayern Monaco: 2017-18
- Campionato serbo: 3

Stella Rossa: 2014-15, 2015-16, 2021-22
- Liga Portuguesa de Basquetebol: 1

Benfica: 2022-23
- Coppa di Serbia: 2

Stella Rossa: 2015, 2022
- Coppa di Germania: 1

Bayern Monaco: 2018
- Coppa di Portogallo: 1

Benfica: 2023
- Supercoppa tedesca: 1

Brose Bamberg: 2012
- Lega Adriatica: 3

Stella Rossa: 2014-2015, 2015-16, 2018-19
- Supercoppa di Lega Adriatica: 1

Stella Rossa: 2018

### Individuale
- Košarkaška liga Srbije MVP playoffs: 1

Stella Rossa Belgrado: 2015-16